# دانيال دريشر
دانيال دريشر (بالألمانية: Daniel Drescher)‏ (7 أكتوبر 1989 بفيينا في النمسا - ) هو لاعب كرة قدم نمساوي في مركز قلب الدفاع. شارك مع منتخب النمسا تحت 19 سنة لكرة القدم. أما مع النوادي، فقد لعب مع أدميرا فاكر مودلينغ ونادي فولفسبيرغر.

## وصلات خارجية
- دانيال دريشر على موقع قاعدة بيانات كرة القدم.إي يو (الإنجليزية)
- دانيال دريشر على موقع Soccerway.com (الإنجليزية)
- دانيال دريشر على موقع عالم كرة القدم.نت (الإنجليزية)